# Neder-Silezisch voetbalkampioenschap 1909/10
In 1909/10 werd het vierde Neder-Silezisch voetbalkampioenschap gespeeld, dat georganiseerd werd door de Zuidoost-Duitse voetbalbond.
ATV Liegnitz werd kampioen en plaatste zich voor de Zuidoost-Duitse eindronde. De club werd meteen uitgeschakeld door Askania Forst.

## Bezirksklasse
| Plaats | Club                    | Wed. | W | G | V | Saldo | Ptn |
| ------ | ----------------------- | ---- | - | - | - | ----- | --- |
| 1.     | ATV Liegnitz            | 3    | 3 | 0 | 0 | 20:4  | 6:0 |
| 2.     | FC Viktoria 06 Liegnitz | 3    | 1 | 1 | 1 | 9:8   | 3:3 |
| 3.     | ATV Liegnitz II         | 3    | 0 | 1 | 2 | 6:12  | 1:5 |
| 4.     | FC Blitz 03 Liegnitz    | 3    | 0 | 0 | 3 | 3:14  | 0:6 |

|  | Kampioen |